# Gyna crassa
Gyna crassa es una especie de cucaracha del género Gyna, familia Blaberidae.

## Distribución
Esta especie se encuentra en Costa de Marfil.